# 中谷美紀
中谷 美紀（なかたに みき、1976年1月12日 - ）は、日本の女優、歌手。東京都出身。クリエートジャパンエージェンシー、スターダストプロモーションを経て、個人事務所・ジーアールプロモーション所属。夫はドイツ出身のビオラ奏者・ティロ・フェヒナー。

## 来歴
1991年、テレビ朝日系バラエティ番組『桜っ子クラブ』内のコーナー「となりのマブ子ちゃん大賞」をきっかけにユニット「KEY WEST CLUB」を結成しCDデビュー。女性アイドルグループ「桜っ子クラブさくら組」のメンバーとして活動した。
1993年、テレビドラマ『ひとつ屋根の下』（フジテレビ）で女優デビュー。その後は、多くのテレビドラマや映画、さらに日本石油のCM出演で知られるようになった。同年にビーイングの長戸大幸プロデュースでソロシングル「あなたがわからない」をリリースする。
1996年、ミュージシャン・坂本龍一プロデュースによるシングル「MIND CIRCUS」をリリースし、3年ぶりに歌手活動を再開。翌1997年3月には、“中谷美紀 with 坂本龍一”名義で発売した「砂の果実」が初のオリコンシングルチャートトップ10入りとなり、33万枚を売り上げた。
1998年と1999年に、ホラー映画の『リング』『リング2』の高野舞役で話題となり、1999年、自身初の主演テレビドラマ『ケイゾク』（TBS）が放送され、以降『壬生義士伝』『約三十の嘘』『ゼロの焦点』などに出演する。
2004年から翌年にかけては、女性雑誌 『anan』（マガジンハウス）に初の連載エッセイ 『男子禁制!?』を執筆した。また、インド一人旅の旅行記、『インド旅行記』（幻冬舎文庫）も2006年から出版している。
2005年には、映画 『電車男』に出演し、ヒロイン「エルメス」役を演じた。この映画の原作となった小説 『電車男』には、「エルメスは中谷美紀に似ている」という記述があることにより、実写化においても中谷がエルメス役を演じることになったという経緯があり、中谷の出演歴中でも珍しい純愛物といえる本作は、当初の予想を上回るロングヒットとなった。
2007年、前年の主演映画『嫌われ松子の一生』の演技が評価され、第30回日本アカデミー賞で最優秀主演女優賞を受賞。
2011年、舞台『猟銃』で初舞台にして1人3役に挑んだ。オーディションでは全く受かると思っていなかったため、ノーメイクとラフなパンツスタイルで挑んだが、合格する。その演技は「初舞台と思えないほどの台詞のクリアさにまず驚かされた」とフレッシュさが称賛され、第46回紀伊國屋演劇賞個人賞を受賞した。
2014年の大河ドラマ『軍師官兵衛』（NHK）に黒田光役でヒロインとして出演、中谷は当時30代だったが、黒田の10代の頃から演じた。
2015年7月31日にスターダストプロモーションを退社し、個人事務所・ジーアールプロモーションを設立した。
2018年11月26日、ドイツ出身でウィーン国立歌劇場管弦楽団とウィーン・フィルハーモニー管弦楽団でビオラ奏者を務めるティロ・フェヒナーと国際結婚したことを明らかにした。

## 人物・エピソード
『JIN-仁-』（TBS）で共演して以来綾瀬はるかと親交がある。
正統派和風美人と称されるなど、着物姿の凛とした美しさに定評があり、CM・ドラマ・映画・雑誌と着物姿を披露する機会が多い。本人も着物が好きで、「着物を着ると背筋が伸びて身が引き締まりますね」と語っている。着物を選ぶポイントとして、「あえてシンプルな着物を着るようにしている」と話している。能筆であることでも有名であり、結婚発表の直筆コメントなどでもその達筆ぶりを披露している。
英語、フランス語を流暢に話す。
ドイツ人の夫フェヒナーとの馴れ初めについて、メディアで以下の出来事を語っている。あるしゃぶしゃぶ店で、フェヒナーを含む3人の外国人が中谷の隣の席で食事をしていた際（このとき店内には中谷1人とこの外国人ら3人の2組しかいなかった）、中谷の携帯電話が鳴ったことで、中谷はフェヒナーらへ謝罪。そこからたまたま会話が弾み、彼らと相席した。その日はそこでお互いの連絡先を交換しただけで別れるも、後日、フェヒナーから「金沢に行くため、美味しい寿司屋を教えてほしい」と言われ、中谷は金沢の店を紹介した。しかしこれが中谷の聞き間違いで、正しくは「金沢」ではなく「軽井沢」であったことがその後判明。申し訳なさから、中谷は寿司をご馳走することを約束した。このようにいろいろな偶然が重なって再会し、親交が深まって結婚に至ったという。
海外生活のため40歳で運転免許取得、ヨーロッパの速度制限の無いところで100キロくらいまで出せるようになる。
一年の半分をオーストリア・ザルツブルクでの田舎暮らし。朝から、掃除、洗濯、料理、買い物、ドイツ語の学習、自宅の庭仕事、草むしり。
自身は夫婦別姓を貫き、「漢字の名前と日本人のアイデンティティーを守りたい。現地の銀行で漢字のサインを『なんてきれいなの』と褒められた」と日本の美を大切にしている。
血糖調節異常と診断され、「万が一おにぎりなどを口にしようものならたちまち血糖値が乱高下」すると明かしており、糖質制限をしている。

## 受賞歴

### 映画
- 2003年度
  - 第27回日本アカデミー賞 優秀助演女優賞（『壬生義士伝』）[22]
- 2005年度
  - 第19回高崎映画祭 最優秀主演女優賞（『約三十の嘘』）
- 2006年度
  - 第30回日本アカデミー賞 最優秀主演女優賞（『嫌われ松子の一生』）[23][24]
  - 第31回報知映画賞 主演女優賞（『嫌われ松子の一生』『LOFT ロフト』）
  - 第80回キネマ旬報ベスト・テン 主演女優賞（『嫌われ松子の一生』『LOFT ロフト』『7月24日通りのクリスマス』）
  - 第61回毎日映画コンクール 女優主演賞（『嫌われ松子の一生』）
  - 第11回日本インターネット映画大賞 主演女優賞（『嫌われ松子の一生』『LOFT ロフト』）
  - 第1回アジア・フィルム・アワード 主演女優賞（『嫌われ松子の一生』）
  - 第24回日本映画プロフェッショナル大賞 主演女優賞（『嫌われ松子の一生』『LOFT ロフト』）
- 2007年度
  - 第31回日本アカデミー賞 優秀主演女優賞（『自虐の詩』）[25]
- 2009年度
  - 第33回日本アカデミー賞 優秀助演女優賞（『ゼロの焦点』）[26]
  - 第14回日本インターネット映画大賞 助演女優賞（『ゼロの焦点』）
  - 第1回日本シアタースタッフ映画祭 助演女優賞（『ゼロの焦点』）
- 2011年度
  - 第35回日本アカデミー賞 優秀主演女優賞（『阪急電車〜片道15分の奇跡〜』）[27]
- 2013年度
  - 第37回日本アカデミー賞 優秀助演女優賞（『利休にたずねよ』）
- 2014年度
  - 第9回アジア・フィルム・アワード アジア映画優秀賞[28]

### 舞台
- 2011年度
  - 第46回紀伊國屋演劇賞 個人賞（『猟銃』）
  - 第19回読売演劇大賞 優秀女優賞（『猟銃』）
- 2013年度
  - 第21回読売演劇大賞 最優秀女優賞（『ロスト・イン・ヨンカーズ』）

### テレビドラマ
- 1998年度
  - 第18回ザテレビジョンドラマアカデミー賞 主演女優賞（『ハルモニア この愛の涯て』）[29]
  - 第20回ザテレビジョンドラマアカデミー賞 主演女優賞（『ケイゾク』）[30]
- 1999年度
  - 第37回ギャラクシー賞 テレビ部門 個人賞 （『ケイゾク』『ゲームの達人』『女医』）
- 2002年度
  - 第32回ザテレビジョンドラマアカデミー賞 ベストドレッサー賞（『恋するトップレディ』）[31]

### その他
- 2000年度
  - 第24回 エランドール賞 新人賞

## 出演
太字は主演。

### テレビドラマ
- ひとつ屋根の下（1993年、フジテレビ） - 三船愛子 役
- 横浜心中（1994年、日本テレビ） - 上條若葉 役
- 遠山金志郎美容室（1994年、日本テレビ） - 栗原冬美 役
- STATION（1995年1月 - 3月、日本テレビ） - 天宮果南子 役
- 金曜エンタテイメント 内田康夫ミステリー 多摩湖畔殺人事件（1995年9月15日、フジテレビ） - 橋本千晶 役
- 長男の嫁2〜実家天国（1995年10月 - 12月、TBS） - 渡辺かおり 役
- 俺たちに気をつけろ。（1996年、読売テレビ） - 城ヶ丸遙 役
- 小児病棟・命の季節（1996年7月 - 9月、テレビ朝日） - 野辺春美 役
- 味いちもんめ 97年スペシャル（1997年1月2日、テレビ朝日） - 吉岡久美子 役
- 沙粧妙子-帰還の挨拶-（1997年3月25日、フジテレビ） - 麻生萌子 役
- ふぞろいの林檎たちIV（1997年、TBS） - 遠山美保 役
- 恋のためらい（1997年、TBS） - 小池美香 役
- Days（1998年、フジテレビ） - ヒロイン・江崎まゆみ 役
- 織田信長 天下を取ったバカ（1998年3月25日、TBS） - ヒロイン・濃姫 役
- ハルモニア この愛の涯て（1998年、日本テレビ） - 浅羽由希 役
- ケイゾク（1999年1月 - 3月、TBS） - 柴田純 役※主題歌も担当
  - ケイゾク PHANTOM 特別篇〜死を契約する呪いの木（1999年12月24日） - 柴田純 役
- ゲームの達人（1999年、NHK、BS1） - 篠原螢子・篠原花・篠原雪 役（3役）
- 女医（1999年、読売テレビ） - 宮木有希 役 ※主題歌も担当
- 永遠の仔（2000年、日本テレビ） - 久坂優希 役
- 真夏のメリークリスマス（2000年、TBS） - 星野波流 役
- R-17（2001年 、テレビ朝日） - 森山芽美 役
- 世にも奇妙な物語（フジテレビ）
  - 秋の特別編「仇討ちショー」（2001年10月4日） - 守原蘭 役
  - 25周年記念! 秋の2週連続SP「事故物件」（2015年11月28日） - 由希子 役[32]
- 聖徳太子（2001年11月10日、NHK） - 刀自古郎女 役
- 愛と青春の宝塚〜恋よりも生命よりも〜（2002年1月3・4日、フジテレビ） - トモ（星風鈴子） 役
- 恋するトップレディ（2002年1月 - 3月、フジテレビ） - 織原ちはる 役
- 恋愛偏差値〈第一章〉燃えつきるまで（2002年7月、フジテレビ） - 山村怜子 役
- おとうさん（2002年10月 - 12月、TBS） - 進藤晶 役
- ガンジス河でバタフライ（2007年10月5日・6日、メ〜テレ） - テツコ 役※特別出演
- NHKドラマスペシャル 白洲次郎（2009年2月28日・3月7日・9月、NHK） - 白洲正子 役
- JIN-仁-（2009年10月11日 - 12月20日、TBS） - 友永未来 役、野風 役（二役）
  - JIN-仁- 完結編（2011年4月17日 - 6月26日） - 友永未来 / 橘未来 役、野風 役（二役）※特別出演
- 離婚シンドローム（2010年6月30日、日本テレビ） - 渡辺貴美子 役
- 二夜連続ドラマスペシャル 松本清張 砂の器（2011年9月10日・11日、テレビ朝日） - 山下洋子 役
- 聖なる怪物たち（2012年1月 - 3月、テレビ朝日） - 春日井優佳 役
- ビューティフルレイン（2012年7月 - 9月、フジテレビ） - 西脇アカネ 役
- 松本清張没後20年 ドラマスペシャル 十万分の一の偶然（2012年12月15日、テレビ朝日） - 山内明子 役
- 花の鎖（2013年9月17日、フジテレビ） - 高野美雪 役
- 大河ドラマ 軍師官兵衛（2014年、NHK） - 黒田光 役（ヒロイン）
- 松本清張ドラマスペシャル・三億円事件（2014年1月18日、テレビ朝日） - ナレーション
- 宮本武蔵（2014年3月15日・16日、テレビ朝日） - 吉野太夫 役
- ゴーストライター（2015年1月 - 3月、フジテレビ） - 遠野リサ 役
- 私 結婚できないんじゃなくて、しないんです（2016年4月15日 - 6月17日、TBS） - 橘みやび 役[33]
- スペシャルドラマ「模倣犯」（2016年9月21日・22日、テレビ東京） - 前畑滋子 役[34][35]
- IQ246〜華麗なる事件簿〜（2016年10月 - 12月、TBS） - 森本朋美[36] / マリア・T 役
- 連続ドラマW （WOWOW）
  - 東野圭吾「片想い」（2017年10月21日 - 11月25日） - 日浦美月 役[37]
  - ギバーテイカー（2023年1月22日 - 2月19日） - 倉澤樹 役[38]
- あなたには帰る家がある（2018年4月13日 - 6月22日、TBS） - 佐藤真弓 役[39]
- あの家に暮らす四人の女（2019年9月30日、テレビ東京） - 牧田佐知 役[40][41]
- ハル〜総合商社の女〜（2019年10月21日 - 12月9日、テレビ東京） - 海原晴 役[42]
- 病室で念仏を唱えないでください（2020年1月17日 - 3月20日、TBS） - 三宅涼子 役[43]
- ONE DAY〜聖夜のから騒ぎ〜（2023年10月9日 - 12月18日、フジテレビ） - 倉内桔梗 役（二宮和也、大沢たかおとトリプル主演）[44][45]

### DVD
- 三島由紀夫 近代能楽集ノ内「葵上」（2013年10月31日、株式会社ポルケ） - 六条康子 役[46] ※三島由紀夫DVD戯曲全集「2015年 三島由紀夫生誕90年・没後45年記念プロジェクト」

### 配信ドラマ
- FOLLOWERS（2020年2月27日、Netflix） - 奈良リミ 役[47]
- ONE DAY〜聖夜のから騒ぎ〜エピソード0（2023年11月20日、TVer） - 倉内桔梗 役（二宮和也、大沢たかおとトリプル主演）[48]

### 映画
- 大失恋。（1995年1月21日、東映） - 麻美 役
- BeRLiN（1995年12月23日、KSS） - キョーコ 役
- リングシリーズ（東宝）
  - リング（1998年1月31日） - 高野舞 役
  - らせん（1998年1月31日） - 高野舞 役
  - リング2（1999年1月23日） - 高野舞 役
- ケイゾク/映画 Beautiful Dreamer（2000年3月4日、東宝） - 柴田純 役
- カオス（2000年10月21日、タキコーポレーション） - 津島さと美 役
- 壬生義士伝（2003年1月18日、松竹） - ぬい 役 ※日本アカデミー賞助演女優賞ノミネート
- ホテルビーナス（2004年3月6日、アスミック・エース / 松竹） - ヒロイン・ワイフ 役
- 雨鱒の川（2004年11月13日、ミコット&バサラ） - 加藤沙月 役
- 約三十の嘘（2004年12月18日、アスミック・エース） - ヒロイン・宝田真智子 役
- 電車男（2005年6月4日、東宝） - ヒロイン・エルメス 役
- 疾走（2005年12月17日、角川映画） - アカネ 役
- 力道山（2006年3月4日、SPE） - 綾 役
- 嫌われ松子の一生（2006年5月27日、東宝） - 川尻松子 役 ※日本アカデミー賞最優秀主演女優賞受賞
- LOFT ロフト（2006年、ファントム・フィルム） - 春名礼子 役
- 7月24日通りのクリスマス（2006年11月3日、東宝） - 本田サユリ 役
- あかね空（2007年3月31日、角川ヘラルド） - おふみ 役
- ストリングス〜愛と絆の旅路（2007年4月28日、エイベックス・エンタテインメント） - ジータ 役（声の出演）
- 自虐の詩（2007年10月27日、松竹） - 森田幸江 役
- シルク（2008年1月19日、アスミック・エース） - マダム・ブランシェ 役
- しあわせのかおり（2008年10月12日、東映） - 山下貴子 役
- ゼロの焦点（2009年11月14日、東宝） - 室田佐知子 役
- スイートリトルライズ（2010年3月13日、ブロードメディア・スタジオ） - 岩本瑠璃子 役
- それいけ!アンパンマン ブラックノーズと魔法の歌（2010年7月10日、東京テアトル / メディアボックス） - カーナ 役（声の主演）
- 阪急電車 片道15分の奇跡 （2011年4月29日、東宝） - 高瀬翔子 役
- 源氏物語 千年の謎 （2011年12月10日、東宝） - 紫式部 役
- ひまわりと子犬の7日間 （2013年3月16日、松竹） - 五十嵐美久 役
- リアル〜完全なる首長竜の日〜（2013年6月1日、東宝） - 相原栄子 役
- 清須会議（2013年11月9日、東宝） - 寧 役
- 利休にたずねよ（2013年12月7日、東映） - 宗恩 役
- 渇き。（2014年6月27日、ギャガ） - 東里恵 役
- 繕い裁つ人（2015年1月31日、ギャガ） - 南市江 役
- FOUJITA（2015年11月14日、KADOKAWA） - 藤田君代 役
- ボヤージュ・オブ・タイム（2017年3月10日、ギャガ） - 日本語版語り
- 総理の夫（2021年9月23日） - 相馬凛子 役（田中圭とのダブル主演）[49]
- レジェンド&バタフライ（2023年1月27日、東映） - 各務野 役[50]

### 舞台
- 猟銃 - 薔子、みどり、彩子（一人三役） ※初舞台
  - カナダ・モントリオール公演 （2011年9月7日 - 10日、Usine C）
  - 東京公演 （10月3日 - 23日、渋谷パルコ劇場）
  - 兵庫公演 （10月29日 ・ 30日、芸術文化センター 阪急 中ホール ）
  - 新潟公演 （11月6日、りゅーとぴあ 新潟市民芸術文化会館 劇場）
  - 福岡公演 （11月18日 ・ 19日、キャナルシティ劇場）
  - 名古屋公演 （11月23日 ・ 24日、名鉄ホール）
  - 京都公演 （11月27日、京都芸術劇場 春秋座）
- ロスト・イン・ヨンカーズ - ベラ 役  ※パルコ劇場40周年記念公演
  - 東京公演 （2013年10月5日 - 11月3日、渋谷パルコ劇場）
  - 福岡公演 （11月12日 - 14日、キャナルシティ劇場）
  - 宮城公演 （11月16日 ・ 17日、多賀城市民会館 大ホール）
  - 大阪公演 （11月19日 - 26日、森ノ宮ピロティホール）
  - 愛知公演 （11月29日 ・ 30日、稲沢市民会館）
  - 神奈川公演 （12月3日 - 8日、KAAT神奈川劇場 ホール）
- メアリー・ステュアート - メアリー・ステュアート 役[51]
  - 東京公演 （2015年6月13日 - 7月5日、渋谷パルコ劇場）
  - 大阪公演 （7月11日 ・ 12日、シアター・ドラマシティ）
  - 広島公演 （7月15日、アステールプラザ 大ホール）
  - 名古屋公演 （7月18日 ・ 19日、ウィンクあいち）
  - 新潟公演 （7月24日、りゅーとぴあ 新潟市民芸術文化会館 劇場）
  - 福岡公演 （7月30日、キャナルシティ劇場）
- 猟銃 - 薔子、みどり、彩子（一人三役） ※再演[52]
  - 東京公演 （2016年4月2日 - 24日、渋谷パルコ劇場）
  - 新潟公演 （5月4日、りゅーとぴあ 新潟市民芸術文化会館 劇場）
  - 京都公演 （5月7日 - 9日、ロームシアター京都 サウスホール）
  - 愛知公演 （5月14日 ・ 15日、穂の国とよはし芸術劇場PLAT 主ホール）
  - 兵庫公演 （5月21日 ・ 22日、芸術文化センター 阪急 中ホール）
  - 北九州公演 （5月27日 - 29日、北九州芸術劇場 中劇場）
- 黒蜥蜴 - 主演・黒蜥蜴 役[53]
  - 東京公演（2018年1月9日 - 28日、日生劇場）
  - 大阪公演（2月1日 - 5日、梅田芸術劇場 メインホール）
- 猟銃 - 薔子、みどり、彩子（一人三役） ※再々演[54]
  - ニューヨーク公演 （2023年3月16日 - 4月15日、バリシニコフ・アーツ・センター（英語版））

### コンサート
- フィルハーモニクス ウィーン＝ベルリン with 中谷美紀 - 朗読[55][56]
  - 鹿児島公演 （2023年12月12日、川商ホール 第１ホール）
  - 東京公演 （2023年12月13日、東京オペラシティコンサートホール）
  - 大阪公演 （2023年12月15日、フェニーチェ堺　大ホール）

### CM
- テレメッセージ
- ロート製薬『キャンパスリップ』（1991年）
- キリンビバレッジ『キリンレモンセレクト』（1992年）
- ENEOS（1993年 - 1995年）
- 明治製菓（1993年 - 2001年）[57]
- 資生堂（1993年 - 1998年）
- 日本コカコーラ『ベジータベータ』（1994年）
- 日本IBM
  - 『Think Pad 230CS』（1994年）
  - 『Aptiva』（1995年）
- 伊藤園「お〜いお茶」（1995年 - ）[57]
- KDD（1996年）
- ライオン[57]
  - 『バファリン』（1997年 - 2000年）
  - 『hadakara』（2016年 - ）
- オンワード樫山『組曲』（1998年 - 2000年）[57]
- オリンパス『CAMEDIA』（1999年 - 2000年）[57]
- KOSE
  - 『ルティーナ』（1999年 - 2003年）[57]
  - 『ホワイティスト』（2004年）[57]
- エスエス製薬『ハイチオールC』（2002年 - 2004年、2012年）[57]
- 松下電工 きれいなおねえさん（2003年 - 2004年）[57]
- カネボウ[57]
  - 『Suisai』（2005年 - 2007年）
  - 『コフレドール』（2007年 - 2008年）
  - 『いち髪』（2011年 - 2012年）
- Apple Japan「Mac iMovie」篇（2007年）[57]
- 富士フイルム（2007年）[57]
- ユニクロ（2007年）[57]
- ハウスメイト（2008年）[57]
- メルサボン（2012年 - 2013年）[57]
- Tv＆Movie - ブランドミューズ[58]
  - 10min ミネラルファンデ（2016年）[59]
- 日産自動車『ノート オーラ』（2021年）[60]

### テレビアニメ
- アニメ版くるねこ新シーズン（2010年7月 - 、関西テレビ・東海テレビ） - 全キャラクターの声を第一期の小林聡美に替わって担当
- 大人女子のアニメタイム 人生ベストテン（2013年3月17日、NHK BSプレミアム） - 鳩子
- クレヨンしんちゃん（2021年9月25日、テレビ朝日） - 相馬凛子 役（映画『総理の夫』の役柄およびコラボとして）[61]

### ドキュメンタリー番組
- ETV特集 「HIVと生きる」（2010年7月4日、NHK教育） - ナレーション
- ヒューマンドキュメンタリー 「99歳の詩人 心を救う言葉」（2010年12月31日、NHK） - ナレーション
- 歴史スペシャル 「揺るぎなき先人 〜茶聖 千利休〜」（2010年12月31日、テレビ大阪製作・テレビ東京系） - ナレーション
- 春高バレーコーチングキャラバン『本気の花を咲かせよう』214日間の絆（2011年1月4日、フジテレビ） - ナレーション
- 若冲ミラクルワールド（2011年4月25日 - 28日、全4回、NHK BSプレミアム） - ナレーション
- パリで逢いましょう（2012年4月6日 - 2013年9月27日、BS日テレ） - ナレーション ※第12回フランス・ルポルタージュ大賞テレビ部門受賞
- ノンフィクションW 「ボーダレスであること 〜ファッション界の鬼才 ニコラ・フォルミケッティ〜」（2012年4月27日、WOWOW） - ナレーション
- ザ・ノンフィクション 「倒産ピエロ 〜夢の終わり。そして…〜」（2012年7月8日、フジテレビ） - ナレーション
- 旅のチカラ 「イルカを極める 〜宮田亮平 バハマ〜」（2012年8月30日、NHK BSプレミアム） - ナレーション
- 中谷美紀 日本ノ宝、見ツケマシタ（2012年11月3日、10日、NHK BSプレミアム） - ナビゲーター
- 中谷美紀 トルコ紀行 天才建築家 シナンが遺した奇跡（2013年3月23日、BS日テレ） - ナビゲーター
- 特別番組 憲法草案秘話 22歳の涙が生んだ"男女平等"（2013年5月3日、TwellV） - ナレーション
- 日曜美術館 「中谷美紀が行く“アートの旅” 〜瀬戸内・直島編〜」（2013年5月19日、NHK Eテレ） - ナビゲーター
- ドキュメント20min. 「さよなら、ココ 〜いのちと向き合う大学生〜」（2014年1月4日、NHK） - ナレーション
- ヒューマンアート紀行 中谷美紀 パリ、鎌倉へ 〜歩み続けるアーティストたち〜 （2015年5月2日、BSフジ） - ナビゲーター
- ノンフィクションW 「フランス料理人 高山英紀 和の心で世界に仕掛ける“ボキューズ・ドール”奮闘記」（2015年9月24日、WOWOW） - ナレーション
- ザ・プレミアム「風神雷神図を描いた男 天才絵師・俵屋宗達の正体」（2015年10月31日、NHK BSプレミアム） - ナビゲーター
- ノンフィクションW 「カメラを持ったミューズ 〜インド映画撮影監督・中原圭子〜」（2017年6月18日、WOWOW） - ナレーション
- 中谷美紀 ベルギーらしさとの出会い（2017年9月23日、BS朝日） - ナビゲーター
- この愛に生きて〜ヤン・リーピンが泣いた日〜（2018年11月18日、BS-TBS） - ナレーション
- BS1スペシャル「必ず よみがえる〜魂のオーケストラ 1年半の闘い〜」（2021年9月15日、NHK BS1） - ナレーション[62]

## その他
- 東京国立博物館「ボストン美術館 日本美術の至宝」（2012年3月20日 - 6月10日） - 音声ガイド
- 映画「貞子3D」×アニメ「くるねこ」コラボレーション 劇場マナーCM「貞ね子」（2012年4月28日） - 声の出演
- 兵庫県立歴史博物館 「2014年NHK大河ドラマ特別展 軍師官兵衛」[63] （2014年3月21日 - 5月6日） - 音声ガイド
- 東京国立博物館 平成館「開山・栄西禅師800年遠忌 特別展 栄西と建仁寺」（2014年3月25日 - 5月18日） - 音声ガイド
- Bunkamura ザ・ミュージアム 「Bunkamura25周年特別企画 デュフィ展」（2014年6月7日 - 7月27日） - 音声ガイド
- 第27回東京国際映画祭（2014年10月23日 - 31日） - フェスティバル・ミューズ[64]
- 映画「サンドラの週末」予告編（2015年3月21日） - ナレーション[65]
- 東京都美術館 「生誕300年記念 若冲展」（2016年4月22日 - 5月24日 ） - 音声ガイド
- 京都国立近代美術館 「茶碗の中の宇宙 樂家一子相伝の芸術」（2016年12月17日 - 2017年2月12日 ） - 音声ガイド[66]
- フランス映画祭2019 横浜（2019年6月20日 - 23日） - フェスティバル・ミューズ[67]
- ウィーンフィル・ニューイヤーコンサート（2019・2020年1月1日、NHK Eテレ） - ゲスト
- 「国立新美術館開館 15周年記念 李禹煥」展（2022年8月10日 - 11月7日 ） - 音声ガイドナビゲーター[68]
- ディオール（DIOR）
  - ファイン ジュエリー＆タイムピーシズ ジャパンアンバサダー（2022年 -  ）[69][70]
  - ディオール ビューティー アンバサダー（2024年 -  ）[71]
- 東京国立博物館 平成館 特別展「本阿弥光悦の大宇宙」（2024年1月16日 - 3月10日） - 音声ガイドナビゲーター[72]
- ウィーン国立歌劇場2025年日本公演公式アンバサダー（2025年）[73]

## ディスコグラフィ
※KEY WEST CLUBとしての楽曲は「KEY WEST CLUB#ディスコグラフィー」を参照。
※桜っ子クラブさくら組としての楽曲は「桜っ子クラブ#ディスコグラフィー」を参照。

### シングル
| #  | 発売日        | タイトル                            | B面                                              | レコード会社                   | 備考                                                                           |
| -- | ------------- | ----------------------------------- | ------------------------------------------------ | ------------------------------ | ------------------------------------------------------------------------------ |
| 1  | 1993年12月3日 | あなたがわからない                  | 好きになりすぎていた                             | BMGルームス                    | テレビ朝日系『お茶とUN』エンディングテーマ                                     |
| 2  | 1996年5月17日 | MIND CIRCUS                         | -                                                | フォーライフ・レコード - güt   | 再デビュー・シングル。日本テレビ系ドラマ『俺たちに気をつけろ。』挿入歌         |
| 3  | 1996年7月19日 | STRANGE PARADISE                    | TATTOO                                           | フォーライフ・レコード - güt   | 伊藤園「お〜いお茶」CMソング                                                   |
| 4  | 1997年3月21日 | 砂の果実                            | 砂の果実(larmes ameres)                          | フォーライフ・レコード - güt   | 坂本龍一 featuring Sister M「The Other Side of Love」の日本語ヴァージョン      |
| 5  | 1997年5月21日 | 天国より野蛮 〜WILDER THAN HEAVEN〜 | 天国より野蛮〜WILDER THAN HEAVEN〜(X-STATIC MIX) | フォーライフ・レコード - güt   | 伊藤園「お〜い お茶」CMソング                                                  |
| 6  | 1997年9月3日  | いばらの冠                          | 鳥籠の宇宙                                       | フォーライフ・レコード - güt   | 「バファリン 〜中谷美紀編〜」CMソング フジテレビ系『来来圏』エンディングテーマ |
| 7  | 1999年2月10日 | クロニック・ラヴ                    | フィティシュ(Fetish) 雨だれ                      | ワーナーミュージック・ジャパン | TBS系ドラマ『ケイゾク』主題歌                                                  |
| 8  | 1999年7月28日 | フロンティア                        | all this time                                    | ワーナーミュージック・ジャパン | 日本テレビ系ドラマ『女医』主題歌                                               |
| 9  | 2000年5月17日 | こわれたこころ                      | こわれたこころ〜じかん                           | ワーナーミュージック・ジャパン | -                                                                              |
| 10 | 2001年5月9日  | エアーポケット                      | CHELSEA GIRLS                                    | ワーナーミュージック・ジャパン | テレビ朝日系ドラマ『R-17』主題歌                                               |

### アルバム
| #     | 発売日         | タイトル       | レコード会社                   |
| ----- | -------------- | -------------- | ------------------------------ |
| 1st   | 1996年4月4日   | 食物連鎖       | フォーライフ・レコード - güt   |
| 2nd   | 1997年9月26日  | cure           | フォーライフ・レコード - güt   |
| Remix | 1997年11月21日 | vague          | フォーライフ・レコード - güt   |
| BEST  | 1998年8月21日  | ABSOLUTE VALUE | フォーライフ・レコード - güt   |
| 3rd   | 1999年11月10日 | 私生活         | ワーナーミュージック・ジャパン |
| BEST  | 2001年9月27日  | PURE BEST      | フォーライフ・レコード         |
| BEST  | 2001年11月12日 | MIKI           | ワーナーミュージック・ジャパン |

### 映像作品
| #    | 発売日                                | タイトル       | レコード会社                   | 備考                                               |
| ---- | ------------------------------------- | -------------- | ------------------------------ | -------------------------------------------------- |
| LIVE | 1997年5月21日 2000年10月18日（DVD化） | butterfish     | フォーライフ・レコード - güt   | 1997年渋谷CLUB QUATTROで行われたライヴを収録。     |
| PV   | 1998年8月21日 2000年10月18日（DVD化） | Completeness   | フォーライフ・レコード - güt   | フォーライフからのシングル5曲のMusic Videoを収録。 |
| PV   | 2000年10月25日                        | こわれたこころ | ワーナーミュージック・ジャパン |                                                    |
| PV   | 2002年2月27日                         | Air Pocket     | ワーナーミュージック・ジャパン |                                                    |

※「あなたがわからない」「クロニック・ラヴ」「フロンティア」もMusic Video（PV）が制作されているが、未発売となっている。

### 参加作品
- 『スムーチー』（Smoochy）（1995年）
  - 「愛してる、愛してない」中谷美紀と坂本龍一のデュエット曲、1995年10月20日に発売された坂本龍一のオリジナルアルバムに収録。
- 『力道山 Original Sound Track』（2006年）
  - 「Aya’s Song」中谷美紀によるヴォーカル曲。2006年3月全国公開作。映画 『力道山』のサントラ・アルバムに収録。
- 『映画 『嫌われ松子の一生』 サウンドトラック』（2006年）
  - 「Happy Wednesday」「まげてのばして」[74] 。
  - 自身主演映画、2曲参加。中谷自身が楽曲を発売するのは5年振りとなった。
- 『にほんのうた 第一集』（2007年）
  - 「ちいさい秋みつけた（坂本龍一＋中谷美紀）」
  - 5年振りに坂本龍一と共演、現在この楽曲が中谷美紀＋坂本龍一の最後の音楽作品になっている。
- 映画 『それいけ!アンパンマン ブラックノーズと魔法の歌』（2010年）
  - 「アンパンマンのマーチ」 映画の終盤 カーナ達（中谷美紀と声優達）が歌う。サントラ・ベスト版には未収録[75] 。

### CMソング
- （タイトル不明） 明治製菓「ポルテ」（1997年10月 - 1998年1月）
  - 作詞、作曲：アイイチロウ ※未発売
- フェティシュ（CM Version） 明治製菓「ポルテ」（1998年10月 - 1999年1月）
  - 作詞：アイイチロウ/作曲&プロデュース：坂本龍一※CDとは別歌詞、別アレンジ。このヴァージョンは未発売となっている。

## 書籍
- だぁれも知らない。〈中谷美紀 絵と文〉（2002年8月、小学館文庫、ISBN 978-4-09-419028-1）
- ないものねだり（2006年1月、マガジンハウス、ISBN 978-4-8387-1642-5 / 2008年2月4日、幻冬舎文庫、ISBN 978-4-344-41088-6）
- 嫌われ松子の一年（2006年5月、ぴあ、ISBN 978-4-8356-1626-1）
- インド旅行記（幻冬舎文庫）
  1. 北インド編（2006年8月1日、ISBN 978-4-344-40833-3）
  2. 南インド編（2006年10月6日、ISBN 978-4-344-40856-2）
  3. 東・西インド編（2006年12月6日、ISBN 978-4-344-40877-7）
  4. 写真編（2008年8月7日、ISBN 978-4-344-41178-4）
- 自虐の詩日記（2007年9月26日、幻冬舎文庫、ISBN 978-4-344-41014-5）

- 女心と秋の空（2012年9月12日、幻冬舎、ISBN 978-4-344-02215-7 / 2015年8月5日、幻冬舎文庫、ISBN 978-4-344-42376-3）[76]
- オーストリア滞在記（2021年2月4日、幻冬舎文庫、ISBN 978-4-344-43063-1）
- 文はやりたし（2023年10月5日、幻冬舎文庫、ISBN 978-4-344-43313-7）
- オフ・ブロードウェイ奮闘記（2024年5月22日、幻冬舎文庫、ISBN 978-4-344-43381-6）

### 写真集
- ABOUT A GIRL（1996年6月、リトルモア、ISBN 978-4-947648-30-3）
- NAKATANI（2001年1月、ロッキング・オン、ISBN 978-4-947599-86-5）
- 光（2003年10月、ロッキング・オン、ISBN 978-4-86052-029-8）
- 白洲正子 TRAVELING DAYS（2009年9月、リトルモア、ISBN 978-4-89815-272-0）[77]

### 関連書籍
- 蜷川実花『Sugar and spice』（2000年12月、河出書房新社、ISBN 978-4-309-26443-1） - 写真モデル
- 原健『処女航海』（2001年10月、幻冬舎、ISBN 978-4-344-00124-4） - 〈中谷美紀 絵〉 装画「黒」口絵「白」
- 拝啓愛しき人へ 著名人が書いた最愛の人への手紙（2007年6月、マガジンハウス、ISBN 978-4-8387-1778-1） - 〈中谷美紀 文〉「拝啓 麻里様」
- 鶴田直樹『19 Rooms』（2009年11月、赤々舎、ISBN 978-4-903545-51-6） - 写真モデル
- 清川あさみ『美女採集』（2012年4月、講談社、ISBN 978-4-06-217729-0） - 〈中谷美紀 モデル〉「中谷美紀×トキ」

### 連載エッセイ
- 『さすらい人のひとりごと』（2024年6月号 - 、SIGNATURE）（写真も）

## 作品
- 『裸婦』（1998年、メディアファクトリー）[78]
- 『中谷美紀デジタルアルバム/Splendid Shine』（2000年、オリンパス光学工業） - 非売品